# Amy Studt
Amy Jane Studt, född 22 mars 1986 i London i England, är en brittisk sångare, låtskrivare och musiker. Släppte sin första singel i juli 2002 och sedan sitt debutalbum, False Smiles, året efter.
Hitlåtar: "Misfit" (UK #6) samt "Under the Thumb" (UK #10).
Vid 16 års ålder var hon redan en känd popsångare. Hennes första singel hette "Just a Little Girl".

## Diskografi
Studioalbum
- 2003 – False Smiles
- 2008 – My Paper Made Men
- 2019 – Happiest Girl in the Universe

Singlar
- 2002 – "Just a Little Girl"
- 2003 – "Misfit"
- 2003 – "Under the Thumb"
- 2004 – "All I Wanna Do"
- 2007 – "Furniture"
- 2008 – "Chasing the Light"
- 2009 – "Nice Boys"
- 2015 – "Different Coloured Pills"
- 2019 – "I Was Jesus In Your Veins"
- 2019 – "Let the Music Play"
- 2019 – "Sleepwalker"
- 2019 – "Overdose"
- 2019 – "The Water"